# 한인수
한인수(韓仁守, 1947년 7월 30일 ~ )는 대한민국의 배우이다.
경기도 시흥군 소래읍 (現 경기도 시흥시)에서 출생하여 지난날 한때 소련군정 치하 황해도 벽성군(내성면)에서 잠시 유아기를 보낸 적이 있는 그는 4세 시절이던 1950년 6.25 한국 전쟁 때 부모와 함께 재차 월남을 하였다. 1966년 연극배우로 데뷔하였으며 1972년 MBC 문화방송 공채 탤런트 5기로 연예계에 정식 입문하였다. 

## 학력
- 서라벌고등학교 (졸업)

## 출연작

### TV 드라마
- 1972년 MBC 일일연속극 《대원군》
- 1976년 MBC 일일연속극 《들장미》 ... 장학수 역
- 1977년 MBC 일일연속사극 《옥녀》
- 1978년 MBC 금요연속극 《막내 며느리》 ... 준식 역
- 1979년 MBC 6.25특집극 《최후의 증인》
- 1979년 MBC 8.15특집극 《한국인》
- 1979년 MBC 일일연속사극 《안국동 아씨》
- 1979년 MBC 주말연속극 《산이 되고 강이 되고》
- 1980년 MBC 주말연속극 《종점》
- 1980년 MBC 8.15특집극 《의친왕》
- 1980년 MBC 주말연속극 《딸》
- 1981년 MBC 일일연속사극 《교동 마님》
- 1981년 MBC 금요드라마 《한강》
- 1981년 MBC 정치드라마 《제1공화국》 ... 장덕수, 장면 역
- 1981년 MBC 아침연속극 《포옹》
- 1982년 MBC 6.25특집극 《포로들》 ... 김중위 역
- 1982년 MBC 주말연속극 《못 잊어》
- 1983년 MBC 특별기획드라마 《거부실록 시리즈 - 무역왕 최봉준》
- 1983년 MBC 6.25특집극 《인간의 문》 ... 위원장 역
- 1983년 MBC 특별기획드라마 《조선왕조 오백년 - 뿌리깊은 나무》 ... 세종 역
- 1983년 MBC 반공드라마 《3840 유격대》
- 1984년 MBC 한국인 재발견 시리즈  제5화 《추사 김정희》 ... 김명희 역
- 1984년 MBC 주말연속극 《사랑과 진실》 ... 강 선생 역
- 1985년 MBC 특별기획드라마 《조선왕조 오백년 - 풍란》 ... 윤원형 역
- 1986년 MBC 주간연속극 《첫사랑》
- 1986년 MBC 주말연속극 《풀잎마다 이슬》 ... 한승덕 역
- 1987년 MBC 미니시리즈 《최후의 증인》
- 1987년 MBC 미니시리즈 《불새》
- 1987년 MBC 창사특집극 《남태평양 3000마일》 ... 김선천 선장 역
- 1988년 MBC 특별기획드라마 《조선왕조 오백년 - 인현왕후》 ... 남구만 역
- 1988년 MBC 미니시리즈 《대검자》 ... 이방원 역
- 1989년 MBC 주말연속극 《유산》 ... 진우 역
- 1989년 MBC 특별기획드라마 《제2공화국》 ... 조재천 역
- 1989년 MBC 미니시리즈 《당신의 축배》
- 1990년 MBC 특집드라마 《특종》
- 1990년 MBC 어린이드라마 《내 친구 깨치》
- 1991년 MBC 수목드라마 《까치 며느리》 ... 황달 역
- 1991년 MBC 특별기획드라마 《동의보감》
- 1991년 KBS2 미니시리즈 《밥상을 차리는 여자》
- 1991년 MBC 대하드라마 《일출봉》 ... 업산 부, 김 생원 역
- 1992년 SBS 소설극장 《재회》 ... 영민 역
- 1993년 KBS2 주간드라마 《TV 손자병법》
- 1993년 MBC 수목드라마 《폭풍의 계절》 ... 충인 역
- 1993년 MBC 특별기획드라마 《파일럿》 ... 대한항공 남영수 기장 역
- 1994년 KBS2 월화드라마 《한명회》 ... 정인지 역
- 1994년 KBS2 아침드라마 《그대 있음에》
- 1994년 KBS1 대하드라마 《인간의 땅》 ... 장수명 역
- 1994년 MBC 미니시리즈 《도전》 ... 신광식 역
- 1995년 MBC 특별기획드라마 《제4공화국》 ... 국무총리 김종필 역
- 1995년 MBC 미니시리즈 《여》 ... 민숙의 전남편 역
- 1995년 KBS2 미니시리즈 《창공》 ... 공군사관학교장 역
- 1995년 SBS 월화드라마 《장희빈》 ... 남구만 역
- 1995년 MBC 미니시리즈 《거미》
- 1995년 MBC 아침드라마 《진실》 ... 송 사장 역
- 1995년 KBS2 월화드라마 《서궁》 ... 김제남 역
- 1996년 KBS2 신년특집극 《아버지》 ... 아내의 옛애인 역
- 1996년 MBC 수목드라마 《미망》 ... 전처만 부하 1 역
- 1996년 KBS2 미니시리즈 《프로젝트》
- 1996년 MBC 주말연속극 《동기간》 ... 박만칠 역
- 1997년 MBC 일일연속극 《세 번째 남자》 ... 송희수 역
- 1997년 KBS2 미니시리즈 《폭풍속으로》
- 1997년 MBC 청춘시트콤 《남자 셋 여자 셋》
- 1997년 SBS 드라마스페셜 《장미의 눈물》
- 1997년 KBS2 수목드라마 《그대 나를 부를 때》
- 1997년 MBC 미니시리즈 《영웅신화》 ... 김학천 역
- 1997년 KBS1 아침드라마 《TV소설 모정의 강》
- 1998년 MBC 특별기획 메디컬드라마 《해바라기》 ... 신경과 레지던트 한수연의 부친 역
- 1998년 KBS2 미니시리즈 《킬리만자로의 표범》
- 1998년 MBC 수목드라마 《대왕의 길》 ... 홍봉한 역
- 1999년 MBC 미니시리즈 《안녕 내 사랑》 ... 재혁 부 역
- 1999년 MBC 미니시리즈 《우리가 정말 사랑했을까》 ... 박 차장 역
- 1999년 KBS2 미니시리즈 《학교》 ... 경찰서 서장 역
- 1999년 KBS2 미니시리즈 《학교 2》 ... 경찰서 서장 역
- 1999년 MBC 창사38주년 특별기획드라마 《허준》 ... 안광익 역
- 2000년 KBS2 특별기획드라마 《소설 목민심서》 ... 이가환 역
- 2000년 SBS 드라마스페셜 《줄리엣의 남자》 ... 송채린의 부친, 송재환 역
- 2000년 KBS1 일일연속극 《좋은걸 어떡해》 ... 손지철 역
- 2001년 SBS 대하드라마 《여인천하》 ... 당추 스님 역
- 2001년 SBS 아침연속극 《이별 없는 아침》 ... 윤진혁 역
- 2001년 KBS2 주말연속극 《아버지처럼 살기 싫었어》 ... 서 회장 역
- 2002년 MBC 주말연속극 《그대를 알고부터》 ... 조남억 역
- 2002년 KBS1 아침드라마 《TV소설 인생화보》 ... 신용석 역
- 2002년 MBC 미니시리즈 《리멤버》
- 2002년 KBS2 특별기획드라마 《장희빈》 ... 민암 역
- 2003년 MBC 수목미니시리즈 《눈사람》 ... 차 회장 역
- 2003년 MBC 월화미니시리즈 《옥탑방 고양이》
- 2003년 MBC 소설극장 《성녀와 마녀》 ... 오정환 역
- 2003년 SBS 대하사극 《왕의 여자》 ... 이항복 역
- 2004년 MBC 월화미니시리즈 《불새》 ... 지은 부, 이상범 역 (특별출연)
- 2004년 KBS2 미니시리즈 《4월의 키스》 ... 장갑술 역
- 2004년 MBC 특별기획드라마 《영웅시대》 ... 천태일 역
- 2004년 KBS1 아침드라마 《TV소설 그대는 별》 ... 정우 부 민세익 역
- 2004년 MBC 주말연속극 《한강수타령》 ... 이태근 역
- 2004년 SBS 드라마스폐셜 《유리화》 ... 신재만/야마모토 유키오 역
- 2005년 SBS 창사15주년 대하드라마 《서동요》 ... 해도주 역
- 2005년 MBC 특별기획 주말드라마 《제5공화국》 ... 국제그룹 양정모 회장 역
- 2006년 SBS 특별기획 《사랑과 야망》 ... 홍조 아버지 역
- 2006년 KBS2 월화드라마 《봄의 왈츠》 ... 송이나의 아버지 역
- 2006년 MBC 창사45주년 특별기획드라마 《주몽》 ... 예천 역
- 2007년 MBC 일일연속극 《나쁜여자 착한여자》 ... 윤 회장 역
- 2007년 SBS 특별기획 《푸른 물고기》 ... 정일국 역
- 2007년 MBC 창사46주년 특별기획드라마 《이산》 ... 채제공 역
- 2009년 MBC 일일연속극 《밥 줘》 ... 황종갑 역
- 2011년 SBS 미니시리즈 《내게 거짓말을 해봐》 ... 문화체육관광부 장관 역
- 2011년 SBS 대기획 《뿌리깊은 나무》 ... 심온 역
- 2011년 JTBC 대하드라마 《인수대비》 ... 김종서 역
- 2012년 MBC 대하드라마 《무신》 ... 회안공 역
- 2012년 tvN 일일드라마 《유리 가면》 ... 서용복 역
- 2013년 JTBC 대하드라마 《궁중잔혹사 - 꽃들의 전쟁》 ... 김상헌 역
- 2014년 tvN 아침드라마 《가족의 비밀》 ... 백범호 회장 역
- 2014년~2015년 OCN 일요드라마 《닥터 프로스트》 ... 송진우 역 (특별출연)
- 2015년 OCN 일요드라마 《귀신 보는 형사 처용 2》 ... 김우혁 역
- 2016년 MBC 창사 55주년 특별기획 《옥중화》 ... 이정명 역
- 2018년 KBS2 단막극 《KBS 드라마 스페셜 - 엄마의 세 번째 결혼》 ... 이종대 역

### 방송
- 1995년 KBS1 《체험 삶의 현장》
- 1996년 KBS2 《가족오락관》
- 2003년 KBS2 《TV는 사랑을 싣고》
- 2008년 TBC 《싱싱 고향별곡》 김천시 편 ... 나레이션
- 2011년 KNN 《현장추적 싸이렌》 ... 나레이션
- 2024년 KBS 1TV 《아침마당》 ... 화요초대석, 9656회

### 영화
- 1975년 《본능》
- 1978년 《고가》
- 1984년 《악녀의 밀실》
- 1984년 《이름없는 여자》
- 1985년 《깊은숲속 옹달샘》
- 1986년 《여로》
- 1987년 《위기의 여자》
- 1988년 《필사의 도망자》
- 1988년 《벽속의 부인》
- 1990년 《천국의 비밀》
- 1991년 《외길가게 하소서》
- 2005년 《HAAN 한길수》
- 2020년 《소리꾼》 ... 김태효 역
- 2021년 《꽃손》 ... 병구 역
- 2021년 《더 박스》 ... 클럽 민수 지인들 역

### CF
- 1977년 세신실업 (FEAT 오미연)
- 1981년 금복주
- 1981년 오뚜기 마아가린 (FEAT 정영숙)
- 1981년 동해양조 동해백주
- 1983년 ~ 1993년 동화약품 헬민200
- 1985년 ~ 1989년 쌍방울(서역기행, 쟈키 등)
- 1986년 롯데푸드 오래오래 & 스위트 홈
- 1988년 한국전기통신공사
- 1989년 롯데제과 롯데껌
- 1991년 오리온 아르떼
- 1991년 아모레퍼시픽 녹용인삼
- 1995년 NH농협중앙회 농협쌀
- 1999년 동부정밀화학 후치왕

## 이외 경력
- 경기도의원 (1991년)
- 자유민주연합 문화예술행정특임위원(1997년)
- 기독교문화예술원 상임회장
- 성결대학교 객원교수
- 월드비전 친선대사
- 새누리당 상임위원(2014년)

## 수상
- 1975년 제11회 백상예술대상 연극부문 신인연기상
- 1976년 MBC 연기대상 신인연기상
- 1983년 MBC 연기대상 우수연기상
- 기독교문화예술원 기독교문화대상
- 시흥군민대상
- 대한민국 국민상
- 제1회 대한민국 대한국인 대상 문화예술부문 대상

## 역대 선거 결과
|  | 60.3% |

|  | 46.55% |